# Caspar Castner
Caspar Castner lub Kastner (ur. 7 października 1655 w Monachium, zm. 9 listopada 1709 w Pekinie) – niemiecki jezuita, matematyk, kartograf i misjonarz.

## Życiorys
Do Towarzystwa Jezusowego wstąpił 17 września 1681 roku i rozpoczął studia teologiczne w Ingolstad. Pozostawał tam do końca studiów, czyli do 22 marca 1694 roku. Później, krótko nauczał logiki w gimnazjum w Ratyzbonie. Nie wiadomo kiedy zainteresował się tematem misji ale poprosił przełożonych o zgodę na wyruszenie do Chin i otrzymał ją. W 1696 roku opuścił Europę i udał się do Chin, gdzie przyłączył się do jezuitów z Portugalii i Genui. W Państwie Środka pracował jako misjonarz na wyspie Shang-chuen w mieście Foshan, które konkurowało wówczas z Kantonem. W 1702 roku Castner, razem z innym jezuitą, Francisusem Noelem, zostali wysłani do Europy jako reprezentanci biskupów Nankinu i Makau, w celu przedyskutowania spraw dotyczących akulturacji w pracy chińskich misjonarzy. Do Chin Castner powrócił w 1706 roku, sprowadzając ze sobą nowych misjonarzy.
Poza pracą misjonarską i duszpasterską, Castner zajmował się również nawigacją, astronomią, matematyką i kartografią. Opracował sposób na znaczne skrócenie podróży z Europy do Makau, czym przyciągnął uwagę Portugalczyków. Castner obliczył iż trasa do Chin będzie krótsza jeśli po opłynięciu przylądka Dobrej Nadziei, statek obierze kurs na Archipelag Sundajski, omijając Mozambik i indyjskie Goa. Obliczenia te zostały wkrótce potwierdzone w praktyce. Oprócz tego zajmował się również opracowywaniem map cesarstwa chińskiego, co przyniosło mu sławę wielkiego kartografa i matematyka. Dzięki temu został mianowany przez cesarza Kangxi wychowawcą cesarskich synów. Poza kilkoma dziełami dotyczącymi sporów o akulturację w pracy misjonarskiej, Castner napisał również relację ze swoich: Relatio Sepulturæ Magno Orientis Apostolo S. Francisco Xaviero erectæ in Insula Sanciano MDCC. Zawiera ona między innymi dokładny opis wyspy na której Castner był zaangażowany w upamiętnienie Franciszka Ksawerego. Relacja została przetłumaczona i opublikowana w Europie przez jezuitę Josepha Stöckleina.